# Network Time Protocol
O NTP é um protocolo para sincronização dos relógios dos computadores baseado no protocolo UDP sob a porta 123. É utilizado para sincronização do relógio de um conjunto de computadores e dispositivos em redes de dados com latência variável. O NTP permite manter o relógio de um computador sincronizado com a hora sempre certa e com precisão de milisegundos.:3 Foi originalmente idealizado por David L. Mills da Universidade do Delaware e ainda hoje é mantido por ele e por uma equipe de voluntários. O NTP foi utilizado pela primeira vez antes de 1985, sendo ainda hoje muito popular e um dos mais antigos protocolos da Internet.

## Importância do NTP
Uma característica básica e ao mesmo tempo importante do tempo é que ele sempre avança. O tempo não para e não volta atrás. Vários programas de computador fazem uso dessa característica e podem ter seu funcionamento comprometido se o relógio do computador inesperadamente passar a indicar um horário errado, especialmente se for um horário no passado. Isso se complica ainda mais na Internet, com vários computadores trocando informações entre si!
Diferentes softwares e aplicações podem ser sensíveis a problemas relativos à sincronização do tempo de formas diversas. Como exemplos de aplicações afetadas pelo tempo pode-se citar: Sistemas de distribuição de conteúdo (www, usenet news, etc); Sistemas de arquivos (filesystems); Agendadores de eventos como o cron e o at dos sistemas unix; Criptografia; Protocolos de comunicação e aplicações de tempo real; Sistemas transacionais e bancos de dados distribuídos.
É importante também do ponto de vista de segurança de redes que os relógios dos computadores estejam sincronizados. Investigações relacionadas a incidentes de segurança tornam-se impossíveis caso os servidores envolvidos e os diversos arquivos de log discordem entre si em relação às estampas de tempo dos eventos.
Para algumas aplicações exatidão da ordem de segundos pode ser suficiente. Para outras, é necessário manter os relógios com diferenças na ordem dos milisegundos entre si e em relação à hora certa.
O NTP, se corretamente utilizado, é capaz de garantir as propriedades necessárias ao relógio do computador para o bom funcionamento das aplicações. Num primeiro momento isso pode parecer algo muito simples: "consultar o tempo em um servidor" e "ajustar o relógio local" de tempos em tempos. Mas na verdade o NTP faz muito mais do que isso. Diversos componentes do sistema colaboram para:
- Obter, a partir de diversas amostras, informações de tempo de um determinado servidor, como o deslocamento, dispersão e variação.
- Discernir, dentre um conjunto de servidores, quais fornecem o tempo correto e quais estão mentindo.
- Escolher, dentre os servidores que fornecem o tempo correto, qual é a melhor referência.
- Disciplinar o relógio local, descobrindo seus principais parâmetros de funcionamento, como precisão, estabilidade e escorregamento e ajustando-o de forma contínua e gradual, mesmo na ausência temporária de referências de tempo confiáveis, para que tenha e melhor exatidão possível.
- Garantir a monotonicidade do tempo.
- Identificar, a partir de métodos criptográficos, servidores de tempo conhecidos e confiáveis, evitando possíveis ataques.
- Formar, em conjunto com outros servidores NTP, uma topologia simples, confiável, robusta e escalável para a sincronização de tempo.

## Os relógios de computador
Os relógios de computadores, como quaisquer outros relógios, são baseados em 3 dispositivos:
- um oscilador;
- um contador;
- e um dispositivo de leitura ou visualização.

O oscilador é um dispositivo que gera eventos cíclicos a uma taxa constante, chamada de freqüência. Normalmente os osciladores dos computadores são baseados em cristais de quartzo. O contador acumula os ciclos gerados pelo oscilador, geralmente utilizando-se de interrupções de hardware, convertendo-os em unidades de medida conhecidas, como segundos, minutos, horas. Cada valor do contador é chamado de estampa de tempo. A "visualização" ou leitura é feita através de rotinas de software.

## Algumas propriedades importantes dos relógios
- Exatidão: (Accuracy) É quanto o relógio está próximo à referência. Ou seja, indica se o relógio está "certo" ou "errado" ou melhor: quanto o relógio está "certo" ou "errado".
- Precisão (Precision), Resolução (Resolution) e Granularidade (granularity): Por resolução, se entende o valor do menor incremento possível do contador do relógio. A resolução de um relógio de computador é determinada pela freqüência das interrupções de hardware que fazem funcionar o contador. Os valores normalmente variam entre 100 Hz e 1 kHz, o que resulta em resoluções de 10 ms a 1 ms.

Em alguns casos é possível utilizar outras fontes de freqüência (maiores), como por exemplo o relógio da CPU, para interpolar os valores obtidos pelo relógio do sistema, conseguindo assim uma resolução melhor. Isso geralmente é chamado de granularidade do relógio. Com isso, resoluções de aproximadamente 1µs são possíveis.
Por precisão, entende-se geralmente o menor incremento de tempo que pode ser lido pelo computador. Pode ser um valor maior do que a resolução, já que ler o relógio é uma tarefa realizada por software e há um certo tempo e incerteza envolvidos nela. Ou pode ser menor, quando o software consegue ler o relógio mais rápido do que esse pode contar.
No contexto do NTP, precisão é o maior desses valores. Ou seja, precisão, no NTP, engloba os conceitos de precisão, resolução e granularidade vistos acima. É o menor incremento de relógio que se pode conseguir na prática em um determinado equipamento.
- Dispersão: (Dispersion) É o desvio ou erro estimado nas leituras do relógio. Pode ser causado por flutuações de curta duração na freqüência do oscilador, por erros de medida ocasionados por excesso de utilização do processador, latência causada por interrupções, latência na rede, etc. No NTP a dispersão (dispersion) é estimada localmente e informada pelo servidor ao cliente na troca de mensagens.
- Variação: (Jitter) É o desvio ou erro nas leituras de relógio. Pode ser causado por flutuações de curta duração na freqüência do oscilador, por erros de medida ocasionados por excesso de utilização do processador, latência causada por interrupções, latência na rede, etc. No NTP a variação (jitter) é estimada pelo cliente, a partir das diversas medidas de deslocamento (offset) para um determinado servidor. O NTP também calcula uma variação (jitter) para o sistema como um todo, com base na variação dos servidores utilizados.
- Deslocamento: (Offset ou time offset) É a diferença de tempo entre dois relógios. No NTP, o deslocamento representa o quanto o relógio local deve ser alterado para estar com o valor igual ao da referência de tempo.
- Escorregamento: (Drift) É a instabilidade na freqüência do oscilador. Ou seja, quanto a freqüência do relógio varia com o tempo. Essa instabilidade pode ser causada por fatores externos, como variações na radiação, pressão, temperatura ou umidade e pelo envelhecimento (ageing).
- Monotonicidade: (Monotonicity) Cada leitura sucessiva do relógio deve apresentar um tempo mais no futuro do que a leitura anterior. Ou seja, o tempo sempre avança.
- Sincronização: (Synchronization) É o processo de ajustar a fase de dois osciladores, relógios, ou fluxos de dados de forma que a diferença entre eles seja nula. A palavra pode ser usada também para indicar a propriedade de haver ou não diferenças de deslocamento entre dois relógios. Ao sincronizar dois relógios não se garante que a diferença entre eles permanecerá nula ao longo do tempo.
- Sintonização: (Syntonization) É o processo de ajustar dois osciladores para que forneçam a mesma freqüência. Esse processo não garante que a fase seja a mesma. Ao sintonizar os osciladores de dois relógios, se as freqüências permanecerem constantes dali em diante, as diferenças de deslocamento também permanecerão.

## Funcionamento do NTP

### A topologia do NTP

As setas amarelas indicam uma conexão direta, por um sinal de IRIG, por exemplo; setas vermelhas indicam uma conexão de rede.

Os servidores NTP formam uma topologia hierárquica, dividida em camadas ou estratos (em inglês: strata) numerados de 0 (zero) a 16 (dezesseis). O estrato 0 (stratum 0) na verdade não faz parte da rede de servidores NTP, mas representa a referência primária de tempo, que é geralmente um receptor do Sistema de Posicionamento Global (GPS) ou um relógio atômico. O estrato 16 indica que um determinado servidor está inoperante.
O estrato 0, ou relógio de referência, fornece o tempo correto para o estrato 1, que por sua vez fornece o tempo para o estrato 2 e assim por diante. O NTP é então, simultaneamente, servidor (fornece o tempo) e cliente (consulta o tempo), formando uma topologia em árvore.

### Os tipos de associação possíveis
As relações entre os diferentes dispositivos NTP são normalmente chamadas de Associações. Elas podem ser:
- Permanentes: são criadas por uma configuração ou comando e mantidas sempre.
- Priorizáveis (preemptables): são específicas da versão 4 do NTP e criadas por uma configuração ou comando, podem ser desfeitas no caso de haver um servidor melhor, ou depois de um certo tempo.
- Efêmeras ou transitórias: são criadas por solicitação de outro dispositivo NTP e podem ser desfeitas em caso de erro ou depois de um certo tempo.

São possíveis as seguintes Associações:
- Cliente - Servidor: (client - server) É uma associação permanente e a forma mais comum de configuração. Um dispositivo faz o papel de cliente, solicitando informações sobre o tempo a um servidor. O cliente tem conhecimento das associações com os servidores e do estado da troca de pacotes. Outro dispositivo faz o papel de servidor, respondendo à solicitação do cliente com informações sobre o tempo. O servidor não armazena informações sobre o diálogo com o cliente ou sobre sua associação com o mesmo.
- Modo simétrico: (symmetric mode) Dois ou mais dispositivos NTP podem ser configurados como pares (peers), de forma que possam tanto buscar o tempo, quanto fornecê-lo, garantindo redundância mútua. Essa configuração faz sentido para dispositivos no mesmo estrato, configurados também como clientes de um ou mais servidores. Caso um dos pares perca a referência de seus servidores, os demais pares podem funcionar como referência de tempo. O modo simétrico pode ser:
  - Ativo: O dispositivo A configura o dispositivo B como seu par (criando dessa forma uma associação permanente). Por sua vez, o dispositivo B também configura o dispositivo A como seu par (também cria uma associação permanente).
  - Passivo: O dispositivo A configura o dispositivo B como seu par (modo simétrico ativo). Mas o dispositivo B não tem o dispositivo A na sua lista de servidores ou pares. Ainda assim, ao receber um pacote de A, o dispositivo B cria uma associação transitória, de forma a poder fornecer ou receber o tempo de A.
- Broadcast ou Multicast: oNTP pode fazer uso de pacotes do tipo broadcast ou multicast para enviar ou receber informações de tempo. Esse tipo de configuração pode ser vantajosa no caso de redes locais com poucos servidores alimentando uma grande quantidade de clientes.

### A Troca de Mensagens e o cálculo do Deslocamento
As mensagens do NTP são baseadas no protocolo UDP. A troca de mensagens entre cliente e servidor permite que o cliente descubra qual seu deslocamento (offset) em relação ao servidor, ou seja, o quanto seu relógio local difere do relógio do servidor.
Consideremos servidor e cliente com relógios não sincronizados. A troca de mensagens dá-se da seguinte forma:
1. O Cliente lê seu relógio, que fornece o tempo a.
2. O Cliente envia a Mensagem 1 com a informação de tempo a para o servidor.
3. O Servidor recebe a Mensagem 1 e nesse instante lê seu relógio, que fornece o instante x. O Servidor mantém a e x em variáveis.
4. O Servidor após algum tempo lê novamente seu relógio, que fornece o instante y.
5. O Servidor envia a Mensagem 2 com a, x e y para o cliente.
6. O Cliente recebe a Mensagem 2 e nesse instante lê seu relógio, que fornece o instante b.

Ao receber a Mensagem 2, o Cliente passa a conhecer os instantes a, x, y e b. Mas a e b estão numa escala de tempo, enquanto x e y em outra. O valor do incremento dessas escalas é o mesmo, mas os relógios não estão sincronizados.
Não é possível, então, calcular o tempo que a Mensagem 1 levou para ser transmitida (T-ida), nem o tempo que a Mensagem 2 gastou na rede (T-volta). Contudo, o tempo total de ida e volta, ou atraso (também conhecido por Round Trip Time ou RTT) que é a soma T-ida + T-volta pode ser calculado como:
- atraso (delay) = (b-a)-(y-x).

Considerando-se que o tempo de ida é igual ao tempo de volta, pode-se calcular o deslocamento entre o servidor e o relógio local como:
- deslocamento (offset) = x - (a + atraso/2) =
- deslocamento (offset) = (x-a+y-b)/2.

### O Algoritmo de Filtro de Relógio
Através da troca de mensagens, o NTP consegue as informações de atraso e deslocamento de um servidor. Essa troca de mensagens não é realizada uma única vez. Ela se repete periodicamente, com o período dinamicamente controlado pelo NTP.
É importante notar então, que não há apenas um valor de atraso e um de deslocamento para cada servidor, mas um conjunto deles, provenientes das diversas trocas de mensagem! A partir dessa lista de valores, o Algoritmo de Filtro de Relógio calcula então um valor de atraso (delay), de deslocamento (offset) e de variação (jitter).
Na verdade, cada amostra é composta de 4 valores: atraso, deslocamento, dispersão e estampa de tempo. A estampa de tempo indica quando a amostra chegou. A dispersão é o erro estimado do relógio de servidor remoto, informada pelo servidor na mensagem NTP.
A lista com os valores é ordenada em função do atraso. Considera-se que as amostras com menor atraso são melhores porque provavelmente não se sujeitaram a filas nos switches e roteadores, de forma que parte das variações estocásticas de tempo no envio e recebimento das mensagens é evitada com essa escolha.
Os valores mais antigos são descartados, porque o valor de deslocamento pode não mais corresponder à realidade, já que a exatidão do relógio local varia ao longo do tempo.
Após descartar as amostras antigas, resta uma lista com as amostras mais recentes e ordenadas em função do atraso. Da primeira entrada dessa lista são retiradas as variáveis atraso e deslocamento para o par cliente servidor (note-se que para cada par cliente - servidor há uma variável de cada tipo).
A dispersão e a variação são calculadas levando em conta todos os valores da lista.

### O Algoritmo de Seleção dos Relógios
Uma vez que o Algoritmo de Filtro de Relógios tenha calculado os principais parâmetros referentes a cada servidor, faz-se importante descobrir quais deles são confiáveis e quais não. Os servidores que têm algum erro no tempo fornecido são chamados de relógios falsos (falsetickers, na literatura em inglês, a tradução é aproximada). Os servidores que fornecem a hora corretamente são chamados de relógios verdadeiros (truechimmers, em inglês, uma tradução mais literal seria algo como "badaladores verdadeiros").
Para a seleção dos relógios, o NTP considera como verdadeiro o deslocamento que se encontra dentro de um determinado intervalo de confiança. Esse intervalo é calculado, para cada associação com um servidor, como:
- intervalo de confiança = (deslocamento/2) + dispersão.

A Seleção de relógios busca um intervalo de intersecção para os valores de deslocamento de cada servidor, considerados os intervalos de confiança. Os servidores cujos deslocamentos ficam fora da intersecção são relógios falsos.

### O Algoritmo de Agrupamento
O algoritmo de Agrupamento trabalha com os servidores que são relógios verdadeiros, utilizando técnicas estatísticas, com o objetivo de selecionar os melhores dentre eles. Os critérios de seleção utilizados são:
- estrato (stratum)
- distância para a raiz
- variação (jitter)

No processo alguns servidores são descartados, sendo chamados de relógios afastados (outlyers). Os que permanecem são chamados de relógios sobreviventes (survivors), algumas vezes na literatura em inglês utiliza-se candidatos (candidates) no mesmo sentido que sobreviventes, por conta do algoritmo utilizado onde, a princípio, todos os relógios verdadeiros são candidatos, mas apenas alguns sobrevivem.
O melhor dos relógios sobreviventes é considerado como par do sistema (system peer).

### O Algoritmo de Combinação de Relógios
Se o algoritmo de Agrupamento encontrar apenas um sobrevivente, ele será o par do sistema e será utilizado como referência para ajustar o relógio local. Se um servidor for configurado como tendo preferência sobre os demais e estiver dentre os sobreviventes, ele será considerado como par do sistema e, mesmo que existam outros sobreviventes, estes serão ignorados. Nesses casos, o algoritmo de Combinação de Relógios não é utilizado.
Para os demais casos, quando há mais do que um sobrevivente e nenhum deles foi configurado com a palavra chave prefer, o algoritmo de Combinação de Relógios calcula uma média ponderada dos deslocamentos dos relógios, com o objetivo de aumentar a exatidão.

### Disciplina do Relógio Local
O processo de disciplina do Relógio Local controla a fase e a freqüência do relógio do sistema. Ele é baseado na combinação de duas filosofias de controle bastante diferentes entre si: Phase Locked Loop (PLL) e Frequency Locked Loop (FLL) (traduções desses termos são incomuns, mas poderiam ser Laço Controlado por Fase e Laço Controlado por Freqüência). Ambas as filosofias implementam controles onde há realimentação, ou seja, onde a informação de saída é usada novamente na entrada.
O NTP disciplina o relógio local de forma contínua, mesmo em períodos onde não é possível consultar servidores de tempo. As características do relógio local são medidas e se tornam conhecidas do NTP, o que torna possível que ele funcione dessa forma. O arquivo indicado pela chave driftfile (geralmente /var/lib/ntp/ntp.drift) na configuração armazena o erro esperado de freqüência para o relógio.
Algumas características importantes desse algoritmo:
- Saltos no tempo são evitados sempre que possível. O tempo é ajustado para mais ou para menos gradualmente, variando-se a freqüência do relógio local.
- Se uma diferença maior do que 128ms for detectada o NTP considera que o tempo está muito errado, e que é necessário um salto para frente ou para trás para corrigi-lo. Contudo isso só é feito se essa diferença maior que 128ms persistir por um período maior que 900s (15min), para evitar que condições de congestionamento grave mas temporário na rede, que podem levar a medições erradas de tempo, causem inadvertidamente esse tipo de salto.
- Se uma diferença maior que 1000s (~16,7min) for detectada o algoritmo aborta a execução, considerando que algo muito errado aconteceu. Se houver diferenças dessa ordem ou maiores elas devem ser corrigidas manualmente antes de se executar o daemon NTP.

### Segurança no NTP
Por segurança no contexto da Tecnologia da Informação entende-se basicamente garantir quatro propriedades da informação: integridade, disponibilidade, autenticidade e confidencialidade.
Os algoritmos vistos anteriormente, aliados à correta configuração do sistema, com um número suficiente de fontes de tempo com referências primárias independentes, garantem de forma satisfatória a integridade e disponibilidade do serviço de tempo.
Os algoritmos de criptografia do NTP visam garantir a autenticidade da informação. Ou seja, têm o objetivo de assegurar ao cliente que o servidor é quem ele diz ser.
A confidencialidade não é considerada um problema no contexto do NTP. Ou seja, a informação de tempo sempre trafega na rede de forma aberta, sem criptografia, mesmo quando uma assinatura cifrada é utilizada para garantir a autenticidade da informação. Isso é dessa forma porque o tempo é uma informação pública, não há razão para esconder essa informação e trabalhar com a informação de tempo cifrada demandaria tempo tanto do servidor quando do cliente e degradaria o desempenho do sistema, fazendo-o menos exato.
Existem basicamente dois métodos no NTP para realizar a autenticação, chave simétrica (symmetric key) e chave pública (autokey).

## Servidores de NTP públicos
Servidores públicos de NTP podem ser encontrados em:
- http://support.ntp.org/bin/view/Servers/WebHome: Lista de servidores NTP Públicos.
- http://www.pool.ntp.org: Projeto que mantém um DNS pool com servidores públicos de NTP.
- http://www.ntp.br: Serviço NTP do NIC.br. Mantém servidores sincronizados com a Hora Legal Brasileira, fornecida pelo Observatório Nacional.